# Биг Крик (Калифорнија)
Биг Крик (енгл. Big Creek) насељено је место без административног статуса у америчкој савезној држави Калифорнија.

## Демографија
По попису из 2010. године број становника је 175.
| Група             | 2000.    | 2010.       |
| Белци             | 0 (0,0%) | 142 (81,1%) |
| Афроамериканци    | 0 (0,0%) | 1 (0,6%)    |
| Азијати           | 0 (0,0%) | 5 (2,9%)    |
| Хиспаноамериканци | 0 (0,0%) | 27 (15,4%)  |
| Укупно            | 0        | 175         |